# Pintu Air (Rangkui)
Pintu Air is een bestuurslaag in het regentschap Pangkal Pinang van de provincie Bangka-Belitung, Indonesië. Pintu Air telt 4475 inwoners (volkstelling 2010).